# Pokémon Gold và Silver
Pokémon Gold và Silver (ポケットモンスター 金・銀 Poketto Monsutā Kin Gin, "Pocket Monsters: Gold & Silver") là tựa trò chơi thứ hai của loạt trò chơi điện tử theo lượt Pokémon, phát triển bởi Game Freak và phát hành bởi Nintendo cho hệ máy Game Boy Color. Chúng được phát hành ở Nhật Bản vào năm 1999, Úc và Bắc Mĩ vào năm 2000, và châu Âu năm 2001. Pokémon Crystal là một phiên bản đặc biệt, được phát hành một năm sau ở mỗi vùng. Năm 2009, Nintendo làm lại tựa trò chơi Gold và Silver cho hệ máy Nintendo DS với tên gọi Pokémon Heart Gold và Soul Silver.
Tựa trò chơi giới thiệu thêm 100 loài Pokémon mới, người chơi có quyền chọn tên cho nhân vật chính, với mục tiêu trở thành bậc thầy trong nghệ thuật chiến đấu với Pokémon. Cả hai trò chơi đều không phụ thuộc vào nhau nhưng hầu hết bối cảnh và cốt truyện đều giống nhau. Cả hai đều có thể chơi riêng lẻ, nhưng để hoàn thành Pokédex người chơi cần phải trao đổi Pokémon giữa hai phiên bản và những tựa trò chơi trước. Chuyến hành trình ở Johto trong anime Pokémon dựa trên vùng đất mới được giới thiệu trong trò chơi.
Pokémon Gold và Silver đã nhận được những phản hồi rất tích cực khi phát hành và được nhiều người cho rằng là tựa trò chơi tốt nhất trong cả loạt trò chơi. Chúng tiếp tục thành công rực rỡ của tựa trò chơi trước khi Pokémon bắt đầu hình thành một công ty tỷ đô. Tựa trò chơi gần như bắt kịp với doanh thu Pokémon Red và Blue và cả hai tựa trò chơi đều đã bán được hàng triệu bản trên toàn thế giới. Tới năm 2010, Gold và Silver đã bán được 23 triệu bản.

## Lối chơi
Giống như Pokémon Red, Blue và Yellow, Pokémon Gold và Silver được chơi từ góc nhìn người thứ ba (hay góc nhìn từ trên xuống), nơi người chơi điều khiển nhân vật chính đi vòng quanh thế giới giả tưởng tương tác với con người và đồ vật. Khi người chơi khám phá thế giới, họ sẽ gặp gỡ nhiều dạng địa hình khác nhau, như bãi cỏ, rừng, hang động, biển mỗi nơi có một loài Pokémon khác nhau. Khi người chơi ngẫu nhiên bắt gặp một Pokémon, trường màn hình sẽ chuyển thành một "cảnh chiến đấu" theo lượt, nơi các Pokémon sẽ chiến đấu với nhau.
Trò chơi có hai mục tiêu chính: đi theo cốt truyện và đánh bại Tứ đại Thiên vương (Elite Four) và Lance để trở thành nhà vô địch mới, và hoàn thành Pokédex bằng cách thu phục, tiến hóa, và trao đổi chúng để có được tất 251 Pokémon. Một khía cạnh quan trọng của mục tiêu là nâng cao sức mạnh của Pokémon bằng cách chiến đấu với các Pokémon khác, có thể là Pokémon hoang dã hoặc thuộc quyền sở hữu của các huấn luyện viên khác. Hệ thống này tính bằng điểm kinh nghiệm và lên cấp độ, giống như tất cả tựa trò chơi Pokémon khác, người chơi kiểm soát các thuộc tính của Pokémon, như chỉ số chiến đấu, và những chiêu thức có thể học được.

### Lối chơi mới
Tuy Pokémon Gold và Silver vẫn giữ lại những lối chơi cơ bản như thu phục, chiến đấu và tiến hóa được giới thiệu ở Pokémon Red và Blue, một số lối chơi mới đã được thêm vào. Hệ thống thời gian ở phiên bản này sử dụng đồng hồ tính theo thời gian thật. Một số sự kiện, kể cả sự xuất hiện của Pokémon, đều bị ảnh hưởng bởi tính năng này. Những món vật dụng mới đã được thêm vào, một số được thiết kế để khai thác lối chơi mới: Pokémon có khả năng giữ vật phẩm (item). Một loại vật phẩm mới có thể được giữ là berry (trái cây), có nhiều loại khác nhau, chúng có thể dùng để hồi phục máu hoặc giải hiệu ứng xấu (như tê liệt, bỏng,..). Một số vật phẩm giữ được khác có thể làm tăng sức mạnh của Pokémon trong chiến đấu. Một số quả cầu Poké Ball chuyên dụng hơn đã được giới thiệu, giúp việc bắt Pokémon dễ dàng hơn trong một số trường hợp. Một vật phẩm mới đã được giới thiệu là Pokégear hoạt động như một chiếc đồng hồ, bản đồ, radio và điện thoại, cho phép người chơi gọi điện cho những nhân vật khác đã chia sẻ số điện thoại của họ. Nhân vật người huấn luyện sẽ gọi điện cho người chơi hẹn một trận tái đấu và những nhân vật khác sẽ gọi về những Pokémon hiếm có thể bắt được ở một khu vực nhất định.